# Желудочная липаза
Желудочная липаза, также известная как LIPF, представляет собой ферментативный белок, который у человека кодируется геном LIPF.

## Функция
Желудочная липаза — это кислая липаза, секретируемая главными желудочными клетками слизистой оболочки фундального отдела желудка. Оптимум pH составляет 3-6. Желудочная липаза вместе с лингвальной липазой составляют две кислые липазы. Эти липазы, в отличие от щелочных липаз (таких как липаза поджелудочной железы), не требуют желчной кислоты или колипазы для оптимальной ферментативной активности. Кислые липазы осуществляют 30% гидролиза липидов, происходящего во время пищеварения у взрослого человека, при этом желудочная липаза вносит наибольший вклад из двух кислых липаз. У новорождённых кислые липазы имеют гораздо большее значение, обеспечивая до 50% общей липолитической активности.
Желудочная липаза гидролизует сложноэфирные связи триглицеридов в желудке. В результате этой реакции образуются жирные кислоты и диацилглицерины. Длинноцепочечные свободные жирные кислоты обладают способностью предотвращать гидролиз большего количества триглицеридов желудочной липазой. В этом случае желудочная кислота будет отвечать менее чем за 30% гидролиза липидов. Эти ферменты находятся в цитоплазме и клеточных мембранах клеток желудка. Желудочная липаза не является основной липазой, необходимой для большинства процессов гидролиза триглицеридов. Вне желудка липаза желудка может гидролизовать триацилглицерин в двенадцатиперстной кишке с помощью других липаз и жёлчи. Это необходимый фермент для гидролиза мембран глобул молочного жира. Для новорождённого с недоразвитой поджелудочной железой LIPF играет более важную роль в переваривании липидов по сравнению со взрослым с полностью функционирующей поджелудочной железой. Когда поджелудочная железа не может работать с оптимальным потенциалом, как правило, увеличивается продукция LIPF. Низкие уровни LIPF обычно наблюдаются в опухолях больных раком желудка.

## Клиническое значение
Желудочная липаза может частично компенсировать снижение выработки липазы поджелудочной железы, связанное с дисфункцией поджелудочной железы, давая организму возможность переваривать липиды. Ограничение кислых липаз состоит в том, что они удаляют только одну жирную кислоту из каждого триацилглицерина. Свободная жирная кислота может легко проникать через эпителиальную мембрану, выстилающую желудочно-кишечный тракт, но диацилглицерин не может переноситься через неё. Это делает кислые липазы менее эффективными, чем щелочные липазы.

## Структура
Желудочная липаза представляет собой полипептид длиной в 371 аминокислотный остаток. Структура липазы желудка была определена с помощью дифракции рентгеновских лучей с разрешением 3,00 Å и состоит из 41% спиралей и 14% бета-листов. Желудочная липаза принадлежит к семейству α/β-гидролаз . Он обладает классической каталитической триадой (Ser-153, His-353, Asp-324) и оксианионной дырой (NH-группы основной цепи Gln-154 и Leu-67), аналогичные сериновым протеазам .